# Ann-Louise Edstrand
Ann-Louise Carina Edstrand, född 25 april 1975 i Själevad, är en svensk före detta ishockeyspelare.
Edstrand deltog i Olympiska vinterspelen 1998 i Nagano, 2002 i Salt Lake City och  Olympiska vinterspelen 2006 i Turin.
Hon invaldes 2016 i Svensk ishockeys Hockey Hall of Fame. Tidigare har Edstrand fått Damernas Stora Märke.
Ann-Louise var en lång, skicklig back som med sin fina skridskoåkning genom karriären också användes en hel del som forward. Turin-OS var ett av de tillfällen då Edstrand fick pröva på båda rollerna. Som anfallare gjorde hon två mål i storsegern (11–0) mot Italien.
Med i den exklusiva kvartett av spelare som varit med att ta hem Damkronornas samtliga OS- och VM-medaljer (brons 2005 och 2007) plus EM-seger 1996 (Gunilla Andersson, Erika Holst och Maria Rooth de övriga).
MoDo-fostrade och i Örnsköldsvik födda Edstrand är åttafaldig SM-vinnare. Med Nacka HK 1996 och 1998; med Mälarhöjden/Bredängs IK 2001, 2002, 2003, 2005 och 2006; med Segeltorps IF 2008. Totalt 201 landskamper och 27 mål.